# Jerry Engele
Jerome Wilfred Engele (Kanada, Saskatchewan, Carmel, 1950. november 26. –) kanadai profi jégkorongozó.

## Karrier
Komolyabb junior karrierjét a Saskatoon Bladesben kezdte ahol 1966 és 1971 között játszott. Felnőtt pályafutását az EHL-ben kezdte meg és két év alatt három csapatban szerepelt (St. Petersburg Suns, Sun Coast Suns, Greensboro Generals). Ezután az IHL-be került a Saginaw Gears csapatába. 1974–1975-ben a New Haven Nighthawksben játszott mely AHL-es csapat. A következő idényben bemutatkozott az NHL-ben a Minnesota North Stars csapatában majd a szezon nagy részét ismét a Nighthawksban töltötte. A következő idény is így telt számára. Az 1977–1978-as idényt szinte végig játszotta a North Starsban majd a szezon végét a CHL-es Fort Worth Texans fejezte be. 1979-ben vonult vissza az AHL-es Nova Scotia Voyageursből.

## Edzői karrier
1979–1980-ban a WHL-es Saskatoon Blades vezetőedzője lett. Utána többször volt másodedző.